# Coatlicue

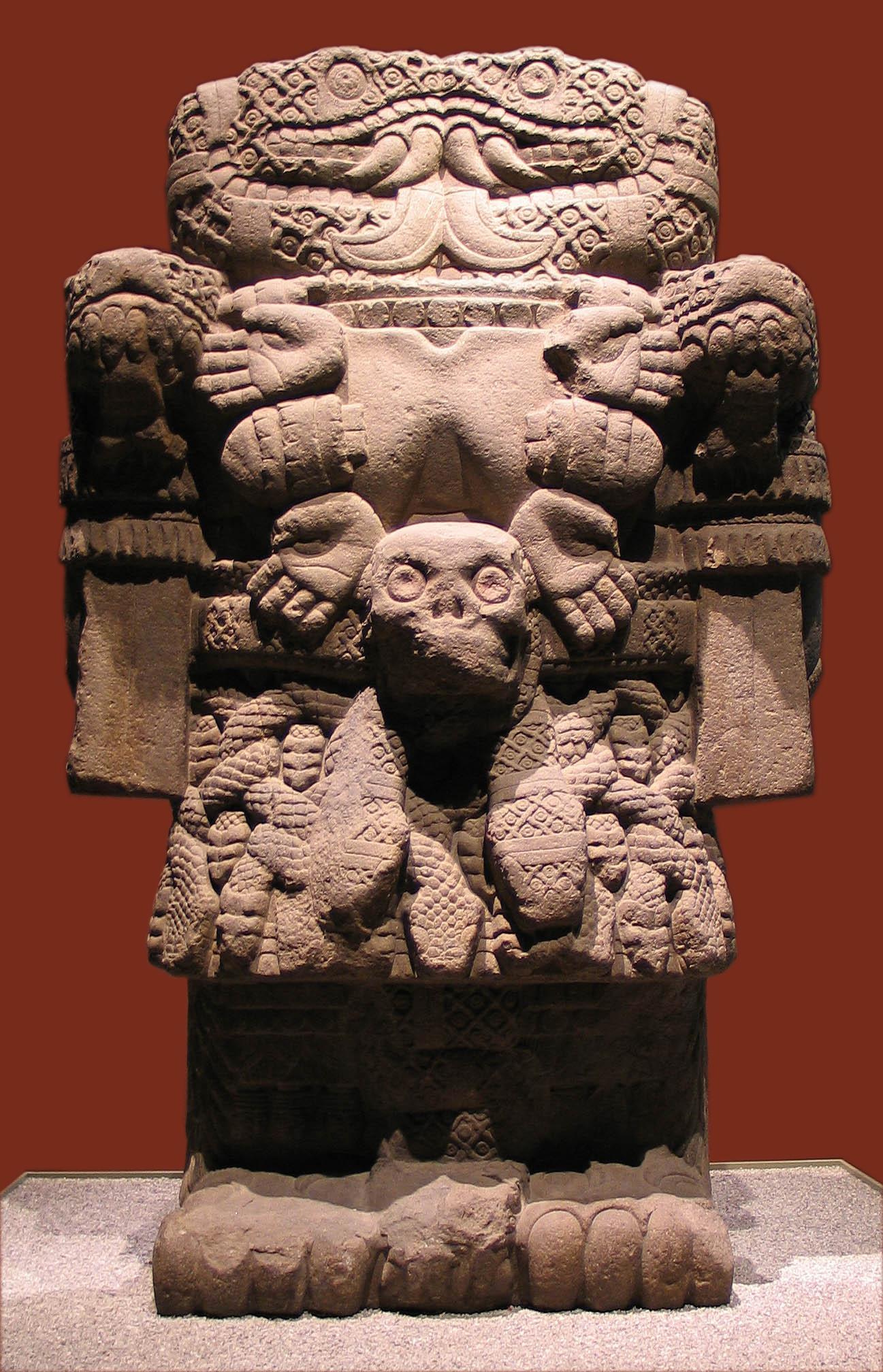
Statue der Coatlicue im Nationalmuseum für Anthropologie (Mexiko-Stadt)

Coatlicue (Nahuatl „Die mit dem Schlangenrock“) ist in der mexikanischen Mythologie eine Göttin der Fruchtbarkeit und Dualität. Sie wurde als Mutter der Götter verehrt und wurde als Frau dargestellt, die einen Rock aus Schlangen trägt. Sie war die Mutter der Centzon Huitznahua, der Götter der südlichen Sterne, der Mondgöttin Coyolxauhqui sowie des Sonnen- und Kriegsgottes Huitzilopochtli.

## Mythos
Ursprünglich war Coatlicue eine fromme Tempelpriesterin, die einen Schrein auf dem mythischen Coatepec (Nahuatl „Schlangenberg“) unterhielt. Eines Tages, als sie den Schrein gerade fegte, fiel ein wunderschönes Federkleid vom Himmel. Da Coatlicue sehr gewissenhaft war und den Tempel sauber halten wollte, steckte sie die Federn in ihren Gürtel. Als sie mit dem Fegen fertig war, suchte sie nach den Federn, konnte sie aber nicht finden. Sie wurde schwanger. Diese mysteriöse Schwangerschaft erzürnte ihre Tochter Coyolxauhqui, die selbst bereits eine mächtige Göttin war. Sie suchte Unterstützung bei ihren Brüdern, den Centzon Huitznahua. Sie planten, ihre Mutter zu ermorden, aber einer der Brüder hatte Zweifel und warnte seinen ungeborenen Bruder vor dem Plan. Die Warnung kam zu spät, denn die rebellischen Kinder hatten ihre Mutter bereits enthauptet. Huitzilopochtli stieg aus dem enthaupteten Körper seiner Mutter, erwachsen und voll bewaffnet, und schlachtete seine rebellischen Geschwister ab. Seiner Schwester Coyolxauhqui schlug er den Kopf ab, den er auf der Spitze des Hügels liegen ließ, während der zerstückelte Körper zum Fuß des Hügels rollte. Diese Geschichte ist im Templo Mayor des zeremoniellen Viertels von Tenochtitlan dargestellt. Die große Pyramide, an dessen Spitze sich der Tempel des Huitzilopochtli befand, stellte den Coatepec dar (sie war mit steinernen Schlangenköpfen übersät), und an ihrem Fuß lag der Monolith der zerstückelten Coyolxauhqui. Die Menschenopfer, die auf der Spitze der Pyramide dargebracht wurden, bezogen sich auf diesen Mythos, da die Körper der Opfer wie der Körper der Göttin Coyolxauhqui nach unten rollen sollten.

## Statue und Deutung
Die bekannteste Darstellung von Coatlicue wurde am 13. August 1790 bei der Planierung des Hauptplatzes von Mexiko-Stadt gefunden. Sie befindet sich im Nationalmuseum für Anthropologie im Chapultepec-Park in Mexiko-Stadt. Die Statue aus schwarzem Basalt ist mit dem charakteristischen Schlangenrock dargestellt und verkörpert symbolisch die Ambivalenz der primären Bindung (im Kindesalter) zwischen Intimität und Autonomie.
Die Ambivalenz zwischen Intimität und Autonomie wird insbesondere durch die Kette symbolisiert, welche die Göttin trägt. Diese besteht aus gebenden Händen und herausgerissenen Herzen (das Herausreißen der Herzen von Menschenopfern und das Entgegenstrecken der Herzen zur Sonne als Spenderin allen Lebens war ein Brauch der Azteken) und wird als Ambivalenz von einerseits gebender Mutterliebe als auch andererseits zehrender Zerstörung dieser verstanden.
Die Ambivalenz von Geben und Nehmen, Erschaffung und Zerstörung usw. wird durchgehend durch Symbolisierungen der Statue ausgedrückt: So hat die Statue z. B. einen abgeschlagenen Kopf, der ihren Tod symbolisiert, und gleichzeitig treten aber aus den beiden seitlichen Schlagadern zwei Schlangen hervor, die als nie versiegende Blutströme verstanden werden und auf ihre Weise das verlorene Haupt regenerieren.
Gleichzeitig werden mit der verkörperten Göttin die positiven und negativen Aspekte von Mütterlichkeit nicht nur als ein Drittes aufgehoben, indem diese in einer numinosen göttlichen Gestalt dargestellt werden. Sondern die Schlangenköpfe sind so zueinander gewandt, dass zwischen ihnen kein Drittes Platz hat und trotzdem erfolgt eine frontale Fixierung, die einen dritten – den Betrachter – anspricht. Auch mythologisch repräsentiert die Göttin eine triadische Vereinigung: Sie wird als Mutter, Schwester als auch Gemahlin des Sonnengottes gesehen.
In der Astronomie wurde vorgeschlagen, einen angenommenen bestimmten massereichen Stern, der mit der Sonne in einem offenen Sternhaufen entstand, und dessen bei seiner baldigen Supernova ausgestoßenes Material das entstehende Sonnensystem mit schwereren chemischen Elementen zusätzlich
anreicherte, Coatlicue zu benennen.